# Авіаційна служба Армії США
Авіаційна служба Армії США (англ. United States Army Air Service (AS, USA) — повітряні сили, окрема служба у складі армії США, що існувала з 1918 до 1926 року. Основним призначенням Авіаційної служби було ведення повітряної війни, повітряної розвідки противника, забезпечення панування в повітрі, завдання ураження об'єктам противника, підтримка з повітря сухопутних військ і корабельних угруповань флоту, перекидання повітрям військ і матеріальних засобів.

## Історія
Авіаційна служба Армії США була заснована як окрема, але тимчасова організаційна структура Військового департаменту США у відповідності до наказів Президента США В. Вільсона від 24 травня 1918 року, на заміну Авіаційній секції Корпусу зв'язку, як основа національної військової авіації; і 19 березня 1919 року — заснуванням військового Директорату авіаційної служби для контролю усіх повітряних складових збройних сил. Національний акт про оборону 1920 року визначив статус Авіаційної служби, як рід військ для безпосереднього ведення бойових дій. Начальником служби визначався офіцер у ранзі генерал-майор.
Весною 1918 року, у Франції, на Західному фронті Першої світової війни Авіаційна служба Американських експедиційних сил, була окремим підрозділом під командуванням генерала Джона Дж. Першинга, який здійснював безпосереднє керівництво застосуванням військової авіації США. До кінця війни Авіаційна служба нараховувала 45 ескадрилей на ділянці фронту в 137 кілометрів від Понт-а-Муссон до Седана. 71 ас-винищувач Авіаційної служби зарахував на свій рахунок збиття п'яти і більше німецьких літаків. Загалом льотчики Авіаційної служби знищили в повітряних боях 756 літаків та 76 повітряних куль противника в бою. На фронті діяли також 17 повітряних аеростатних рот, що здійснили 1 642 бойових підйоми аеростатів спостереження та загородження. 289 літаків і 48 аеростатів були збиті в бою.
Авіаційна служба стала першою одиницею повітряних сил США, яка мала незалежну організаційну структуру та належність. Хоча офіцери, що прибували з різних родів та видів військ для проходження служби в лавах Авіаційної служби, мали різні звання, з травня 1918 року уся офіційна кореспонденція отримала усталену форму — «AS, США» (Авіаційна служба, Армія Сполучених Штатів). А з 1 липня 1920 року її особовий склад офіційно став персоналом Авіаційної служби, як нового роду військ, і просування по службі здійснювалося як в окремій структурній одиниці.